# تشارلز نيسن
تشارلز نيسن (حوالي عام 1880 - 13 مارس 1944)، خبير هاوي جمع طوابع وتاجر طوابع بريطاني، اكتشف التزوير الشهير في سوق الأوراق المالية وكتب مع بيرترام ماكجوان الكتاب النهائي عن طلاء طابع بيني بلاك.

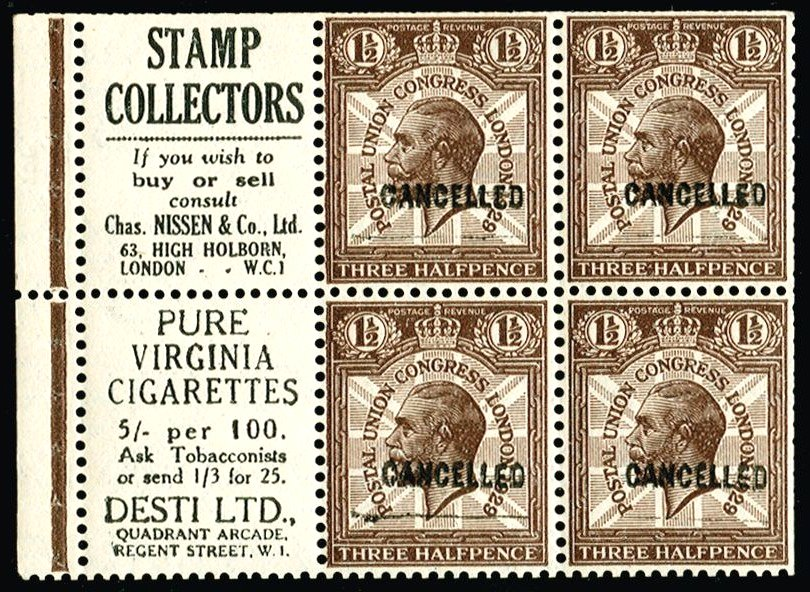
إعلان لتشارلز نيسين على جزء من كتيب طوابع بريد من طوابع عام 1929 في بريطانيا

## المجموعة الملكية لهواة جمع الطوابع البريدية
كان لهُ دور فعال في بناء المجموعة الملكية لهواة جمع الطوابع، وكثيراً ما عمل وكيلاً للمزاد للملك جورج الخامس ملك المملكة المتحدة الذي منحهُ مذكرة ملكية.

## سجلات بيركنز بيكون
اشترى تشارلز نيسن مع هاري نيسن وتوماس ألين سجلات شركة بيركنز بيكون التي حصلت عليها بعد ذلك الجمعية الملكية لهواة جمع الطوابع بلندن.

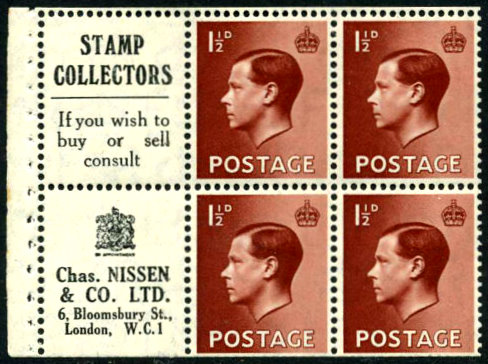
جزء من كتيب إدوارد الثامن لعام 1936

## التزوير في البورصة

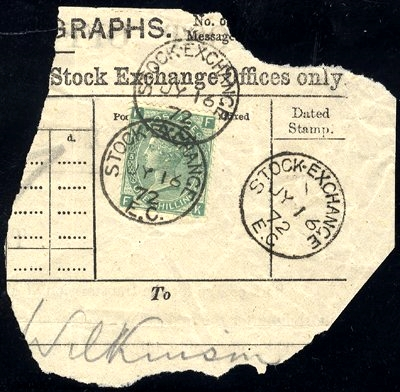
مثال على تزوير سوق الأورراق المالية (بورصة لندن) لعام 1872، الذي اكتشفه نيسن.

اكتشف تشارلز نيسن عملية تزوير في بورصة سوق الأوراق المالية لعام 1872-1873 في عام 1898، عند فحص الطوابع المستعملة من نماذج التلغراف. وقد تبين أن الطوابع مزورة بسبب عدم وجود علامة مائية ولأنها كانت تحتوي على حروف زاوية مستحيلة. يُعتقد أن كاتبًا في مكتب بريد البورصة في لندن كان يستكمل دخله من خلال أخذ رسوم البرقية ذات الشلن الواحد واستخدام طوابع مزورة بدلاً من ذلك.

## جمعية هواة جمع الطوابع
كان نيسن عضوًا مبكرًا في الجمعية المالية لهواة جمع الطوابع، وعُيّن في رابطة هواة جمع الطوابع المتميزين في عام 1923.

## المؤلفات
في عام 1922، كتب نيسن مع برترام ماكجوان عمله الرائع "تصفيح طابع البريد الأسود لبريطانيا العظمى لعام 1840" الذي حصل عنهُ على ميدالية كروفورد لأدب هواة جمع الطوابع من الجمعية الملكية لهواة الطوابع بلندن.
حصلت شركتهُ بعد وفاته على تفويض ملكي من الملكة إليزابيث الثانية بتجارة الطوابع. كما عمل نيسن مع ماكجوان على طلاء طابع الملكة فيكتوريا الأحمر وأكمل عملهُ في النهاية ج. ب. م. ستانتون ونشرته شركته الخاصة بعد وفاة نيسن.

## المنشورات
- The Plating of the Penny Black Postage Stamp of Great Britain, 1840, London 1922. (With برترام ماكجوان)
- Official Stamps of Great Britain, London 1906. (With I.J. Bernstein)